# Алексеев, Игорь Викторович
Игорь Викторович Алексеев (укр. Ігор Вікторович Алексєєв; род. 10 января 1960, Донецк) — украинский политик, секретарь ЦК КПУ (с июня 2005 года), народный депутат Украины (2002 года).

## Биография

### Образование
- 1981 — Донецкое высшее военно-политическое училище инженерных войск и войск связи
- 1991 — Военно-политическая академия имени Ленина
- 1998 — Дипломатическая академия МИД Украины (по специальности — магистр внешней политики)

### Карьера
- 1981—1983 — заместитель командира роты связи (Киев).
- 1983—1985 — секретарь комитета ВЛКСМ, пропагандист политотдела в Киевском высшем военно-инженерном училище связи.
- 1985—1988 — пропагандист воинской части (Магадан).
- 1988—1991 — слушатель Военно-политической академии имени Ленина (Москва).
- 1991—1994 — преподаватель Киевского института сухопутных войск.
- 1994—1996 — первый секретарь Управления контроля над вооружением и разоружением МИД Украины.
- 1996—1998 — слушатель Дипломатической академии при МИД Украины.
- 1998—2002 — консул Дипломатического представительства Украины в Королевстве Дания.

Член КПУ.

### Депутатская деятельность
Народный депутат Украины 4-го созыва (апрель 2002 — апрель 2006) от КПУ (№ 50 в списке). Член фракции коммунистов (с мая 2002). Член Комитета по иностранным делам (с июня 2002), председатель подкомитета по международным договорам.
Народный депутат Украины 5-го созыва (апрель 2006 — ноябрь 2007) от КПУ (№ 14 в списке). Председатель подкомитета по международно-правовым вопросам Комитета по иностранным делам (с июля 2006). Член фракции КПУ (с апреля 2006).
Народный депутат Украины 6-го созыва (ноябрь 2007 — декабрь 2012) от КПУ (№ 10 в списке). Член фракции коммунистов (с ноября 2007). Секретарь Комитета по иностранным делам (с декабря 2007).
10 августа 2012 года во втором чтении проголосовал за Закон Украины «Об основах государственной языковой политики».
Один из 148 депутатов Верховной Рады Украины, которые подписали обращение к Сейму Республики Польша с просьбой признать геноцидом поляков события на Волыни в 1942—1944 годов.
Народный депутат Украины 7-го созыва (с декабря 2012) от КПУ (№ 6 в списке). Член фракции коммунистов (с декабря 2012). Первый заместитель председателя Комитета, председатель подкомитета по международно-правовым вопросам и контролю за выполнением Украиной международных обязательств Комитета по иностранным делам (с декабря 2012).
Первый заместитель председателя Комитета, председатель подкомитета по международно-правовым вопросам и контролю за выполнением Украиной международных обязательств Комитета Верховной Рады Украины по иностранным делам
Член межпарламентской комиссии по сотрудничеству Верховной Рады Украины и национального Собрания Республики Беларусь.
Заместитель руководителя группы по межпарламентским связям с Китайской Народной Республикой
Член группы по межпарламентским связям с Итальянской Республикой, Республикой Кипр, Государством Израиль, Литовской Республикой, Республикой Индонезия, Канадой, Грузией, Социалистической Республикой Вьетнам, Российской Федерацией, Республикой Беларусь